# Urceola (plante)
Pour les articles homonymes, voir Urceola.
Genre
Synonymes
Ecdysanthera Hook. & Arn.
Urceola est un genre de plantes à fleurs eudicotylédones de la famille des Apocynacées. Les différentes espèces sont originaires d'Asie.

## Liste des espèces
Urceola brachysepala - 
Urceola elastica - 
Urceola huaitingii - 
Urceola javanica - 
Urceola laevis - 
Urceola lakhimpurensis -  
Urceola latifolia - 
Urceola lucida - 
Urceola malayana - 
Urceola micrantha - 
Urceola minutiflora - 
Urceola napeensis - 
Urceola quintaretii - 
Urceola rosea - 
Urceola torulosa - 
Urceola tournieri - 
Urceola xylinabariopsoides